# Bashar Warda
Bashar Matti Warda (Bagdad, Irak; 15 de junio de 1969) es un religioso redentorista iraquí y archieparca caldeo de Erbil desde el 24 de mayo de 2010.

## Biografía

### Formación y sacerdocio
Nació en Bagdad en 1969 y realizó sus estudios en el seminario caldeo de San Pedro de su ciudad. Fue ordenado sacerdote el año 1993. En 1995, se unió a la Congregación del Santísimo Redentor en Flandes, Bélgica, y luego fue enviado a Irlanda para reanudar su noviciado. Después de recibir su maestría en Teología Moral de la Universidad Católica de Lovaina en 1999, regresó a Irak.
De julio 2007 hasta junio de 2013 fue administrador apostólico de la eparchia de Zākhō.
En 2009, el Sínodo de Obispos de la Iglesia Católica Caldea lo eligió Arzobispo de la Arqueparquía de Erbil.
El 24 de mayo de 2010, el papa Benedicto XVI lo nombró nuevo archieparca de la archieparquía caldea de Erbil; fue ordenado el 3 de julio siguiente en las manos del patriarca Manuel III Delly.

## Projectos educativos
El obispo ha sido un firme defensor de la educación tanto para los cristianos como para los ciudadanos iraquíes en general. En una entrevista con la organización benéfica pontificia Aid to the Church in Need, declaró que "los cristianos en Irak han enfrentado numerosos desafíos desde la llegada del ISIS y antes de ello. Ellos buscan en la Iglesia orientación y apoyo para construir su futuro a través del trabajo pastoral y la creación de infraestructuras: actualmente contamos con seis iglesias, un seminario, varios centros de catequistas, cuatro escuelas, una universidad y un hospital. La juventud es nuestro futuro. Nuestra misión es brindar a los jóvenes esperanza y propósito en sus vidas en su patria, alimentando su fe y dotándolos de habilidades que les ayuden a superar los retos que enfrentan."
Entre sus proyectos se encuentran las becas financiadas por ACN en la Universidad Católica de Erbil. "El modelo de la universidad fomenta que toda la familia permanezca y no emigre; sus hijos recibirán una educación excelente que les permitirá encontrar trabajo y, por ende, un futuro en Irak para sostenerse a sí mismos y a sus padres", afirmó.

## Controversias
La Iglesia católica caldea enfrenta tensiones internas significativas, que alcanzaron su punto máximo en julio de 2024, cuando cinco obispos, liderados por el arzobispo Bashar Warda, boicotearon el Sínodo obligatorio de la Iglesia caldea, reflejando una profunda crisis de liderazgo dentro de la iglesia. También se retiraron de un retiro espiritual en agosto y sacaron a sus estudiantes del Seminario caldeo, lo que el cardenal Luis Sako describió como una "grave violación" de la unidad eclesial. El cardenal Sako emitió un ultimátum el 28 de agosto de 2024, exigiendo una disculpa pública de los cinco obispos antes del 5 de septiembre. Los obispos se negaron, citando su insatisfacción con el estilo de liderazgo de Sako y su toma de decisiones unilaterales. Como resultado, el cardenal Sako amenazó con sanciones canónicas, incluida la excomunión.
La rivalidad entre Sako y Warda parece ser en parte personal. Sako ve a Warda como políticamente ambicioso y potencialmente posicionándose como sucesor del patriarcado. Esta percepción ha contribuido a la decisión de Sako de retrasar su jubilación a pesar de haber anunciado previamente planes para retirarse a los 75 años.
Bashar Warda, Rayan al-Kildani y el Movimiento Babilonia están involucrados en una relación controvertida, lo que plantea serias preocupaciones sobre el estado del cristianismo iraquí. Al-Kildani, un líder de milicia sancionado por EE. UU. conocido por graves abusos a los derechos humanos, ha sido acusado de explotar su posición para socavar el liderazgo cristiano y apoderarse de propiedades eclesiásticas en las llanuras de Nínive. Al-Kildani afirma defender a los cristianos, pero a menudo se le ve como un vehículo para la influencia iraní y el beneficio personal. Bashar Warda enfrenta críticas por su silencio sobre las acciones de al-Kildani y por no apoyar los esfuerzos del cardenal Luis Sako contra la incursión del Movimiento Babilonia en los activos cristianos. Esto ha llevado a acusaciones de que Warda prioriza los beneficios del apoyo de al-Kildani sobre la protección de los intereses de la iglesia, lo que genera preocupaciones sobre su compromiso con la comunidad cristiana que representa. Esta dinámica, ya que Warda es descrito por Luis Sako como el "padrino" del Movimiento Babilonia, deja a la comunidad vulnerable.
El cardenal Luis Sako acusó al arzobispo Bashar Warda de colaborar y conspirar con Rayan al-Kildani, líder del controvertido Movimiento Babilonia, para socavar su autoridad, incluyendo el fomento de su renuncia tras la retirada por parte del presidente iraquí del decreto que reconocía el estatus de Sako como jefe de la Iglesia caldea.
El arzobispo Bashar Warda, conocido por su defensa de la comunidad cristiana iraquí, ha interactuado con múltiples organizaciones, incluidas aquellas conectadas con milicias respaldadas por Irán. A pesar de las acusaciones contra el Movimiento Babilonia, que está asociado con graves violaciones de derechos humanos como el saqueo de hogares, la confiscación ilegal de tierras agrícolas, la intimidación, la extorsión, el acoso a mujeres, la persecución de minorías religiosas y la tortura de detenidos, Warda sigue siendo un partidario del movimiento. Un video perturbador circuló mostrando a Rayan al-Kildani, líder del Movimiento Babilonia, cortando la oreja de un detenido esposado, destacando la gravedad de estos abusos. Al-Kildani ha sido sancionado por EE. UU. por estas acciones, con restricciones en su acceso a sistemas financieros internacionales y sanciones impuestas a entidades que interactúan con él, lo que pone a Warda bajo una nube oscura de escrutinio. Warda ha enfatizado consistentemente la necesidad de paz y unidad, particularmente frente a la persecución y la violencia contra los cristianos. Ha sido un defensor vocal de la protección de las comunidades y propiedades cristianas. Sin embargo, su conexión con figuras como al-Kildani muestra lo contrario.